# Одесская областная государственная администрация
Одесская областная государственная администрация — местная государственная администрация Одесской области, расположенная на проспекте Шевченко в Приморском районе города Одессы. 24 февраля 2022 года, в связи с полномасштабным вторжением Российской Федерации на территорию Украины приобрела статус военной администрации

## История

### Председатели облисполкома
1. Боделан, Руслан Борисович — председатель Одесского облисполкома — 28 января 1991 — 24 марта 1992
2. Симоненко, Валентин Константинович — представитель президента в Одесской области — 24 марта — 11 июля 1992
3. Ильин, Владлен Алексеевич — представитель президента в Одесской области — 14 июля 1992 — 7 июля 1994
4. Боделан, Руслан Борисович — председатель Одесского облисполкома — 7 июля 1994 — 11 июля 1995

### Председатели облгосадминистрации
1. Боделан, Руслан Борисович — 11 июля 1995[2] — 26 мая 1998[3]
2. Гриневецкий, Сергей Рафаилович — 26 мая 1998[4] — 3 февраля 2005[5]
3. Цушко, Василий Петрович — 4 февраля 2005[6] — 3 мая 2006[7]
4. Звягинцев, Борис Григорьевич (врио) — 3 мая — 3 августа 2006
5. Плачков, Иван Васильевич — 3 августа 2006[8] — 1 ноября 2007[9]
6. Сердюк, Николай Дмитриевич — 6 декабря 2007[10] — 18 марта 2010[11] (врио 2 ноября 2007[12] — 6 декабря 2007)
7. Матвийчук, Эдуард Леонидович — 18 марта 2010[13] — 8 ноября 2013[14]
8. Скорик, Николай Леонидович — 8 ноября 2013[15] — 3 марта 2014[16]
9. Немировский, Владимир Леонидович — 3 марта[17] — 6 мая 2014[18]
10. Палица, Игорь Петрович — 6 мая 2014[19] — 30 мая 2015[20]
11. Саакашвили, Михаил Николаевич — 30 мая 2015[21] — 9 ноября 2016[22]
12. Бобровская, Соломия Анатольевна (врио) — 9 ноября 2016 — 12 января 2017
13. Степанов, Максим Владимирович — 12 января 2017[23] — 10 апреля 2019[24]
14. Паращенко Сергей Владимирович (врио) — 10 апреля[25] — 11 июня 2019[26]
15. Шаталова Светлана Николаевна (врио) — 14 июня[27] — 11 октября 2019[28]
16. Куцый Максим Васильевич — 11 октября 2019[29] — 5 ноября 2020[30]
17. Овечкин Вячеслав Игоревич (врио) — 9 ноября[31] — 27 ноября 2020[32]
18. Гриневецкий Сергей Рафаилович — 27 ноября 2020[33] — 1 марта 2022[34]
19. Марченко Максим Михайлович — 1 марта 2022[35] — 15 марта 2023[36]
20. Кипер Олег Александрович (с 30 мая 2023[37])

## Структура
- Аппарат облгосадминистрации
- Департамент экономического развития и торговли
- Департамент внешнеэкономической деятельности и европейской интеграции
- Одесское главное финансовое управление
- Департамент социальной защиты населения
- Департамент агропромышленного развития
- Департамент развития инфраструктуры и жилищно-коммунального хозяйства
- Управление градостроительства и архитектуры
- Управление взаимодействия с правоохранительными органами, оборонной работы, предотвращения и выявления коррупции
- Управление культуры и туризма, национальности и религий
- Управление по вопросам чрезвычайных ситуаций
- Управление морехозяйственного комплекса, транспорта и связи
- Департамент образования и науки
- Управление охраны здоровья
- Управление по делам семьи и молодёжи
- Управление по делам физической культуры и спорта
- Управление коммуникаций с общественностью
- Управление информационной деятельности
- Служба по делам детей
- Управления охраны объектов культурного наследия
- Департамент капитального строительства
- Государственный архив области

## Руководство
- Председатель — Кипер Олег Александрович
- Первый заместитель председателя — Харлов Александр Александрович
- Заместители председателя — Крапива Сергей Васильевич, Радулов Дмитрий Дмитриевич, Фигель Андрей Анатольевич, Шалыгайло Антон Игоревич
- Руководитель аппарата облгосадминистрации — Завадский Владимир Андреевич